# Geschwister-Scholl-Gymnasium Stuttgart
Das Geschwister-Scholl-Gymnasium (GSG) ist ein Gymnasium im Stadtbezirk Stuttgart-Sillenbuch, Baden-Württemberg. Es wurde 1976 eingeweiht. Die Schule wird von 947 Schülern besucht, die von 87 Lehrern unterrichtet werden (Stand 2024). Die Schulleitung besteht aus dem Schulleiter Andreas Hamm-Reinöhl, dessen Stellvertreter Frank Löffler und vier weiteren Abteilungsleitern.

## Wahlfach achte Klasse
Im Gegensatz zu vielen anderen Gymnasien in Stuttgart kann man am Geschwister-Scholl-Gymnasium am Ende der siebten Klasse neben den Fächern Naturwissenschaft und Technik (NwT), Informatik-Mathe-Physik (IMP) und Latein auch Portugiesisch als Profilfach wählen. 

## Austausch und Klassenfahrt
Schüler der sechsten Klassen besuchen mit einer Klassenfahrt den Ort Aschau am Chiemsee (Bayern) und Schüler der siebten Klassen besuchen ebenfalls mit einem eintägigen Ausflug Straßburg (Frankreich). Für Schüler der achten Klasse wird ein Austausch mit dem „Collège Albert Camus“ in Montbazon (Frankreich) oder eine Fahrt nach Herne Bay (England) organisiert, wo die Schüler in Gastfamilien untergebracht sind. Für Schüler der zehnten Klasse, die das Schulfach Portugiesisch gewählt haben, gibt es einen Schüleraustausch mit einer brasilianischen Schule und einer Schule in Lissabon (Portugal). Ein weiterer Austausch findet in der zehnten Klasse mit der „Lindbergh High School“ in St. Louis (USA) oder mit einer Schule in Chicago statt.

## Veranstaltungen
Als Teil der Schülermitverantwortung gibt es am Geschwister-Scholl-Gymnasium verschiedene Ressorts, denen die Schüler teilweise bereits ab der fünften Klasse beitreten können. Die Schülermitverantwortung (SMV) besteht aus den Verbindungslehrern, einem Organisations-Ressort, einem Technik-Ressort, einem Kultur-Ressort und einem Finanz-Ressort. Die Leitung der Ressorts wird von älteren Schülern übernommen. Des Weiteren sind die jährlich gewählten Schülersprecher Teil der SMV und bilden ein wichtiges Bindeglied zwischen Schülern und den Lehrern bzw. der Schulleitung. 
Jährlich wird von den fünften Klassen ein Theaterstück aufgeführt, das sowohl im Kunst- als auch im Deutsch- und Musikunterricht vorbereitet wird. Im Jahr 2019 fand ein „GSG-Frühlingsball“ am GSG statt. Im selben Jahr wurde ein Schulmusical mit dem Namen „Nur Geträumt“ aufgeführt. Die Basis dieses Stückes bildeten Lieder der „Neuen Deutschen Welle“.
2023 fand an den letzten Schultagen am GSG das Projekt „Schule als Staat“ statt. Dabei konnte sich jeder Schüler einen Beruf aussuchen, den er für die Zeit ausüben wollte. So wurde das Gymnasium in einen eigenen Staat, die „United Nations of Scholl“, umgewandelt. Dieser hatte eine eigene digitale Währung, den „Scholar“. Es gab in diesem Szenario Wahlen, einen Staatschef mit Regierungskoalition und Ministerien sowie verschiedene Unternehmen in den Klassenzimmern und auf dem Pausenhof. 